# أنخيل ميغيل
أنخيل ميغيل (بالإسبانية: Ángel Miguel)‏ هو لاعب غولف إسباني، ولد في 27 ديسمبر 1929 في مدريد في إسبانيا، وتوفي في 13 أبريل 2009.